# Mazurowo (Białoruś)
Mazurowo (biał. Мазурава, Mazurawa, ros. Мазурово) – chutor na Białorusi, w obwodzie witebskim, w rejonie głębockim, w sielsowiecie Prozoroki.
Dawniej Mazurowo I.

## Historia
W czasach zaborów w powiecie dziśnieńskim guberni wileńskiej Imperium Rosyjskiego leżały dwie wsie o nazwie Mazurowo, w tym przynajmniej jedna w wołości (gminie) Czerniewicze.
W latach 1921–1945 wieś leżała w Polsce, w województwie wileńskim, w powiecie dziśnieńskim, w gminie Czerniewicze, a od 1929 w gminie Prozoroki.
Według Powszechnego Spisu Ludności z 1921 roku zamieszkiwało tu 40 osób, 9 było wyznania rzymskokatolickiego a 31 prawosławnego. Jednocześnie wszyscy mieszkańcy zadeklarowali białoruską przynależność narodową. Było tu 8 budynków mieszkalnych. W 1931 w 6 domach zamieszkiwało 36 osób.
Wierni należeli do parafii rzymskokatolickiej i prawosławnej w Czerniewiczach. Miejscowość podlegała pod Sąd Grodzki w Głębokiem i Okręgowy w Wilnie; właściwy urząd pocztowy mieścił się w Prozorokach.
Po agresji ZSRR na Polskę w 1939 roku miejscowość (miejscowości) znalazła się w granicach BSRR. Po ataku Niemiec na ZSRR wieś była pod okupacją hitlerowską w latach 1941-1944. Następnie leżała w BSRR. Od 1991 roku w Republice Białorusi.